# Oikocredit
Oikocredit International (samentrekking van het Griekse oikos = 'huis, gemeenschap, de plaats waar mensen samenleven', en credit, van het Latijnse credere = 'geloven, toevertrouwen') is een particuliere coöperatieve vennootschap voor microfinanciering (in 2010 een van de grootste ter wereld). In ontwikkelingslanden en opkomende economieën verleent Oikocredit microkredieten aan beginnende ondernemers die niet of nauwelijks toegang hebben tot leningen bij commerciële banken. Ze doet dit via microfinancieringsinstellingen (MFI's) die als tussenpersoon optreden. Ook verstrekt Oikocredit rechtstreeks leningen aan handelscoöperaties en fairtrade-organisaties en investeert zij in een aantal kleine en middelgrote ondernemingen.
De internationale organisatie heeft haar hoofdkantoor in Amersfoort en een decentrale structuur. Oikocredit België opereert vanuit Brussel en Oikocredit Nederland is een coöperatieve vereniging onder Nederlandse wetgeving met kantoor in Utrecht. Het Oikocredit Nederland Fonds is opgenomen in het register van de Autoriteit Financiële Markten (AFM) met risicofactor 1. Naast Nederland en België zijn er in Europa ook steunverenigingen in Duitsland, Frankrijk, Ierland, Italië, Oostenrijk, Spanje, Verenigd Koninkrijk, Zweden alsook in Canada en de Verenigde Staten. Daarnaast omvat de organisatie circa 30 regio- en landenkantoren in het veld.

## Geschiedenis
Oikocredit is ontstaan binnen de oecumenische beweging. Tijdens de vierde Assemblee van de Wereldraad van Kerken te Uppsala (Zweden) in 1968 rees de vraag naar de manier waarop kerken hun geld beleggen. Hierop ontstond het plan om een eigen kerkelijk beleggingsfonds op te richten voor het verstrekken van kleine leningen (microkredieten) aan arme ondernemende mensen die niet kredietwaardig zijn voor de banken.) Pogingen om een dergelijk fonds op te richten mislukten in Zwitserland en West-Duitsland in 1974. Men was bang dat 'investeren in armen' de reputatie van het bankwezen zou schaden.
- Het jaar daarop, in 1975, maakte een Nederlands werkgroepje een opzet met een oecumenische financieringsorganisatie, de Ecumenical Development Cooperative Society (EDCS). Particulieren konden hierin echter niet rechtstreeks beleggen. Dit probleem werd omzeild door het werken met zogenaamde steunverenigingen; de eerste werd in Nederland opgericht in november 1976. Deze steunverenigingen konden wél lid worden van de EDCS. Zo'n tachtig procent van het kapitaal werd in de loop van de tijd door deze verenigingen geleverd.
- In 1978 werden de eerste leningen verstrekt: 200.000 dollar aan een gezondheidsproject in India, en 100.000 dollar aan een project in Ecuador. In die tijd werden er ook steunverenigingen opgericht in verschillende Duitse deelstaten.
- Het ontstaan van Oikocredit België gaat terug tot de begin jaren tachtig. Banken werden toen actief bevraagd over hun investeringen in Zuid-Afrika, waar het apartheidsregime toen aan de macht was. Oikocredit België werd eind 1984 opgericht als “Vlaamse Oecumenische Ontwikkelingscoöperatie” (VOOC), op initiatief van de “Antwerpse Raad van Kerken”, “Kerk en Ontwikkeling”, “Protestantse Solidariteit” en met de steun van de “Commissie Rechtvaardigheid en Vrede" van de Belgische bisschoppen. Op 22 december 2005 werd de naam VOOC gewijzigd in Oikocredit-be. Sinds 2013 is er een landelijk kantoor in Brussel.
- In 1988 werd het Max Havelaar-keurmerk voor Fair Trade opgericht. Max Havelaar werd daarmee voor de EDCS de eerste partner met een handelslening.
- In 1989 kon de EDCS voor het eerst twee procent dividend uitkeren.
- In 1999 veranderde de EDCS haar naam in Oikocredit. Het aantal steunverenigingen en leden groeide en daarmee ook de inleg.
- In 2000 stelden de Verenigde Naties de Millenniumdoelen op, die in 2015 bereikt moeten zijn, waaronder terugdringing van armoede en de ongelijkheid tussen mannen en vrouwen, stimulering van onderwijs en ecologische duurzaamheid.
- In 2006 kreeg Muhammad Yunus, oprichter van de Grameen Bank (bank van de armen), de Nobelprijs voor de Vrede voor zijn methode van de microfinanciering. Prinses Maxima werd ambassadeur van het microkrediet van de Verenigde Naties.
- In 2007 begon in de Verenigde Staten de kredietcrisis die werd gevolgd door een bankencrisis in 2008, een eurocrisis en een wereldwijde economische crisis. Oikocredit heeft daarvan geen nadelen ondervonden. Zij behield het laagste risicoprofiel van de Autoriteit Financiële Markten (AFM).
- In november 2010 werd Oikocredit, dat in die maand ook zijn 35-jarig bestaan vierde, door de Consultative Group to Assist the Poor (CGAP[5]) onderscheiden met de ESG Award (Environmental, Social en Governance) voor de best presterende financier van de microkredietsector. Oikocredit kreeg deze onderscheiding als blijk van erkenning voor zijn bijdrage aan maatschappelijk verantwoord investeren.[3]
- Situatie in 2012: Sinds de oprichting in 1975 heeft Oikocredit in meer dan zeventig landen geïnvesteerd. Het uitstaand kapitaal bedraagt 516 miljoen euro, verdeeld over 862 partners, waarvan 595 microfinancieringsorganisaties (MFI's). Het geld komt van 45.000 (particuliere) investeerders via steunverenigingen in Nederland, Duitsland, Frankrijk, Italië, Spanje, Zweden, Zwitserland, Groot-Brittannië en Ierland, Mexico, Uruguay, Japan, Korea, de Filipijnen, Canada en de Verenigde Staten. De microfinancieringspartners bereikten in 2011 ruim 26 miljoen mensen. Van de ontvangers van een microkrediet is rond de 80 procent vrouw, en iets meer dan de helft van de ondernemers woont op het platteland. Van de uitgeleende microkredieten komt zo'n 98 procent terug.
- In 2014 bedroeg het totaal uitstaand kapitaal 595 miljoen euro en bereikte Oikocredit een kleine 28 miljoen mensen in zo'n 63 ontwikkelingslanden en opkomende economieën[6]. Social performance management is hierbij een prioriteit.[7]
- In 2015 vierde Oikocredit zijn 40-jarig jubileum. Op 11 juni sprak koningin Máxima de genodigden op de internationale jubileumbijeenkomst in Berlijn toe via een video. Zij prees daarin het belang van inclusieve financiering en de positie die Oikocredit hierin inneemt: De wijze waarop Oikocredit al 40 jaar wereldwijd bijdraagt aan een rechtvaardige en duurzame maatschappij door het verlenen van financiële diensten aan mensen met zeer lage inkomens, met zijn ethische en duurzame ontwikkelingsstrategie.[8]
- In 2016 bedroeg het uitstaand kapitaal 941 miljoen euro waarmee 46 miljoen klanten van de microfinancieringspartners van Oikocredit werden bereikt. Op 26 mei 2016 kreeg Oikocredit een prijs van de Stichting Adverteerdersjury Nederland voor de campagne 'Made in Malawi'. Volgens het juryrapport was het "Een mooie, pure en authentieke campagne, waarin alles helemaal klopt: een Parel."[9]
- In het jaar 2018 had Oikocredit een aantal hoogtepunten te vieren, waaronder de overstap naar de Triodos Bank en als eerste belegger in Nederland is met een geheel Fairtrade CO2-neutrale bedrijfsvoering.
- In april 2019 opende Oikocredit op het Centraal Station in Utrecht het 'Gelukspakhuis'.[10]
- Eind maart 2020 stond er € 1.017.400.000 uit, ingebracht door 54 000 investeerders, was Oikocredit actief in 65 landen, deed er zaken met 685 partners die meer dan 37 miljoen mensen bereikten, waarvan ruim 80 % vrouwelijke klanten hoofdzakelijk in afgelegen plattelandsgebieden. De landbouwpartners van Oikocredit hebben meer dan 500 000 boeren bereikt met financiering, en er is 72 000 huishoudens toegang gegeven tot schone en duurzame energie.
- Op 12 december 2022 dienden drie Cambodjaanse NGO's een klacht in bij het Nationaal Contactpunt Verantwoordelijk Ondernemen tegen Oikocredit, wegens "onzorgvuldige investeringen" in de Cambodjaanse microfinancieringssector.[11] De klacht betrof het "alarmerend hoog" aantal huishoudens die in de afgelopen vijf jaar land hadden moeten verkopen om leningen terug te betalen.[12]

## Educatie
Sinds de start ervan in 2007 is Oikocredit actief betrokken geweest bij de Klasse!Actie van de stichting 'Day for Change' in het basis- en middelbaar onderwijs. In het kader van een educatieprogramma over maatschappelijk verantwoord ondernemen leerden jongeren van 10-16 jaar om met een microkrediet als startkapitaal een kleine onderneming op te zetten en dit startkapitaal te vermeerderen. Met de winst steunden zij concrete inclusieve financieringsprojecten  in ontwikkelingslanden. 
Vrijwilligers van Oikocredit bezochten diverse scholen om gastlessen over microkrediet te verzorgen. Door de wijzigingen in de organisatie bij zowel Day for Change als bij Oikocredit is aan deze samenwerking in 2013 een einde gekomen.